# Savijärvi (sjö i Finland, Mellersta Finland, lat 63,38, long 24,97)
Savijärvi är en sjö i Finland. Den ligger i kommunen Kinnula i landskapet Mellersta Finland, i den centrala delen av landet, 400 km norr om huvudstaden Helsingfors. Savijärvi ligger 141 meter över havet. I omgivningarna runt Savijärvi växer i huvudsak blandskog. Den är 2,3 meter djup. Arean är 82,6 hektar och strandlinjen är 8,94 kilometer lång. Sjön  ingår i Kymmene älvs huvudavrinningsområde. 